# 近藤乾之助
近藤 乾之助（こんどう けんのすけ、1928年（昭和3年）4月18日 - 2015年（平成27年）5月1日）は、シテ方宝生流能楽師。能楽シテ方宝生流の名手。

## 略歴
東京都出身。父は近藤乾三、母は小鼓方大倉流宗家大倉六蔵の二女・喜久の長男。父に師事し、1933年 5歳で『鞍馬天狗』花見稚児で初舞台。
1935年、7歳で宝生英雄に入門。1946年、18歳『吉野静』で初シテ。1972年重要無形文化財総合認定保持者。1992年芸術選奨文部大臣賞受賞。1995年紫綬褒章受章。2001年日本芸術院賞受賞。2004年旭日小綬章受章。2010年エクソンモービル音楽賞（邦楽部門）受賞。
2015年5月1日、膵臓癌のため死去。87歳没。

## 関連書籍
- 近藤乾之助 謡う心、舞う心（藤沢摩彌子著／集英社、2005年10月発売）
- 能役者 近藤乾之助（花もよ叢書、2016年）
- 能に生きて 近藤乾之助（藤沢摩彌子著、2021年）